# 藤沢市展
藤沢市展（ふじさわしてん）は、神奈川県藤沢市で開催される、美術・書道・写真・華道を対象とする展覧会である。

## 概要
美術、書道、写真、華道を対象とする総合展で、会場の都合上、4部門が時期をずらして開かれる。

## 沿革
- 1951年（昭和26年）に市役所庁舎で美術家協会の作品を展示。
- 1956年（昭和31年）からは公募展として、美術・書道・写真・華道を含めた総合展となる。
- 1996年（平成8年）から 藤沢市民ギャラリーで開催。

## 開催時期
- 5月後半〜6月初旬

## 会場
- 〒251-0052 藤沢市藤沢438番地の1 ルミネ藤沢店6F　藤沢市民ギャラリー

## アクセス
JR東日本・東海道本線藤沢駅より徒歩3分

## 主催
- 藤沢市展実行委員会